# Garden (chanson de Globe)
Pour les articles homonymes, voir Garden.
Singles de Globe
Don't Look Back / Like a Prayer
(2000) Try This Shoot
(2001)
Garden (titré en minuscules : garden) est le 22e single du groupe Globe.

## Présentation
Le single, composé et produit par Tetsuya Komuro, sort le 28 mars 2001 au Japon sur le label Avex Globe de la compagnie Avex, quatre mois après le précédent single du groupe, Don't Look Back / Like a Prayer, et le même jour que l'album Outernet dont il est tiré.
Il atteint la 19e place du classement des ventes de l'Oricon, et reste classé pendant trois semaines. Il se vend à un peu moins de 20 000 exemplaires, et restera le single le moins vendu du groupe, exceptant Get It On Now qui sortira en 2003. 
La chanson-titre, la première du groupe dans le genre ouvertement trance (ce qui peut expliquer son faible succès), figure donc sur son cinquième album original Outernet qui sort le même jour, mais dans une version rallongée. Elle figurera aussi par la suite sur sa compilation Globe Decade de 2005, et sera remixée sur son album de remix EDM Sessions de 2013. 
Le single contient aussi les versions instrumentales des trois premières chansons de l'album Outernet : le titre éponyme Outernet, la version longue de Garden, et Angel's Song.

## Liste des titres
Les chansons sont composées et arrangées par Tetsuya Komuro, écrites par Marc et Keiko, mixées par Eddie DeLena.
| CD    | CD                                             | CD                                             | CD    | CD | CD | CD | CD | CD | CD |
| No    | Titre                                          | Description                                    | Durée |    |    |    |    |    |    |
| ----- | ---------------------------------------------- | ---------------------------------------------- | ----- | -- | -- | -- | -- | -- | -- |
| 1.    | Garden (garden)                                | Version (courte) du single                     | 6:16  |    |    |    |    |    |    |
| 2.    | Outernet (Instrumental) (outernet ...)         | Version instrumentale d'une chanson d'Outernet | 7:43  |    |    |    |    |    |    |
| 3.    | Garden (Instrumental) (garden ...)             | Version instrumentale de la version dOuternet  | 8:49  |    |    |    |    |    |    |
| 4.    | Angel's Song (Instrumental) (angel's song ...) | Version instrumentale d'une chanson dOuternet  | 7:19  |    |    |    |    |    |    |
| 30:07 |                                                |                                                |       |    |    |    |    |    |    |